# Nuvolento
Nuvolento is een gemeente in de Italiaanse provincie Brescia (regio Lombardije) en telt 3627 inwoners (31-12-2004). De oppervlakte bedraagt 7,4 km², de bevolkingsdichtheid is 502 inwoners per km².

## Demografie
Nuvolento telt ongeveer 1382 huishoudens. Het aantal inwoners steeg in de periode 1991-2001 met 14,6% volgens cijfers uit de tienjaarlijkse volkstellingen van ISTAT.
| Jaar | Inwoneraantal |
| ---- | ------------- |
| 1991 | 3074          |
| 2001 | 3523          |

## Geografie
De gemeente ligt op ongeveer 176 m boven zeeniveau.
Nuvolento grenst aan de volgende gemeenten: Bedizzole, Nuvolera, Paitone, Prevalle, Serle.

## Geboren
- Davide Boifava (1946), wielrenner en ploegleider